# Keilbachia curvispina
Keilbachia curvispina är en tvåvingeart som först beskrevs av Edwards 1931.  Keilbachia curvispina ingår i släktet Keilbachia och familjen sorgmyggor. Inga underarter finns listade i Catalogue of Life.